# Anna Łośová
Anna Maria Łośová (nepřechýleně Anna Maria Łoś; 18. března 1958 Vratislav – 9. ledna 2018 tamtéž) byla polská fotografka a fotoreportérka.

## Životopis
Byla jednou ze zakladatelek nezávislé fotografické agentury „Dementi“ (1982–1991), založené po zavedení stanného práva v Polsku. Agentura působila v konspiraci a poskytovala fotografickou službu pro polský nezávislý tisk, který byl mimo dosah cenzury, a pro zahraniční tisk prostřednictvím agentur Reuters, AP a AFP. Podílela se jako spoluautorka fotografických výstav agentury „Dementi“ prezentovaných v bytech a kostelech v rámci „nezávislého kulturního oběhu“, tzn. bojkot státních galerií uměleckými kruhy. Fotoreportérka a fotoeditorka Gazeta Wyborcza ve Vratislavi (1993-2002), spolupracovala s Newsweek Polska, Przekrój, Polityka, Marie Claire (2002-2004). Ve spojení s vratislavskou divadelní komunitou systematicky fotografovala představení divadla Wrocławski Teatr Współczesny, Polského divadla a následných ročníků Mezinárodního divadelního festivalu Dialog (1999–2006). Spoluzakladatelka a členka správní rady nadace Nezávislé fotografické agentury a nadace "Dementi" (2007–2013). Členka představenstva Dolnoslezské pobočky Svazu polských novinářů, pokladní pobočky (2004–2010). V roce 2006 byla vyznamenána Rytířským křížem Řádu znovuzrozeného Polska.
Anna Maria Łośová zemřela 9. ledna 2018 a byla pohřbena na hřbitově Svatého Ducha v ul. Bardzka ve Vratislavi.

## Výstavy

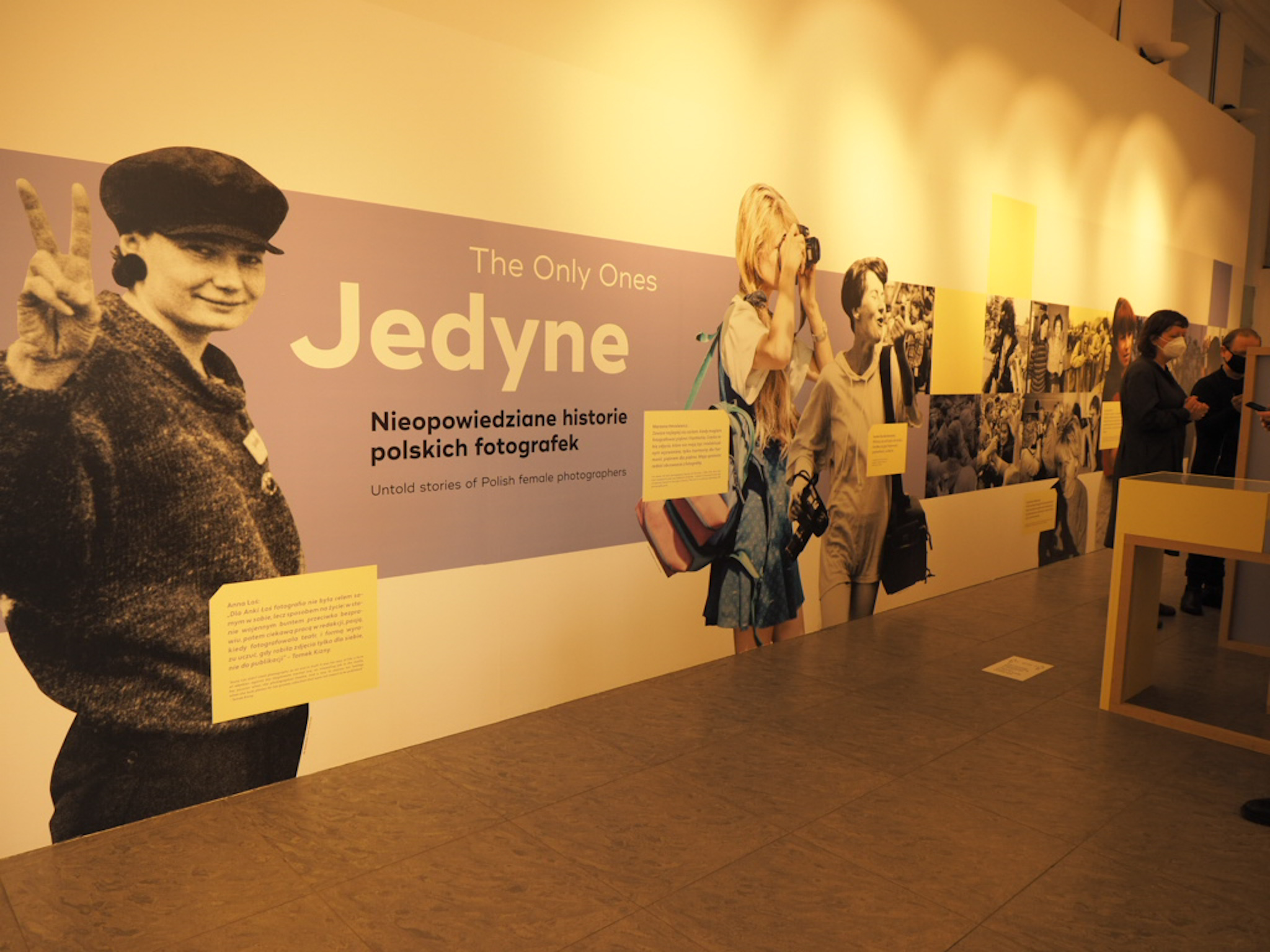
Výstava Jedyne. Nieopowiedziane historie polskich fotografek, Dom Spotkań z Historią, 2021

- 2018–2019 – samostatná výstava divadelní fotografie, Divadelní muzeum Henryka Tomaszewskiego[4]
- 2021–2022 – skupinová výstava „Jedyne. Nieopowiedziane historie polskich fotografek”, Dom Spotkań z Historią[5]

Na přelomu let 2021 a 2022 uspořádal Dom Spotkań z Historią ve Varšavě výstavu Jedyne. Nieopowiedziane historie polskich fotografek (Unikátní. Nevyprávěné příběhy polských fotografek), která doprovázela stejnojmennou knihu. Výstavu tvořilo téměř 150 fotografií třinácti polských fotografek, které v 70.–90. letech byly často jedinými ženami v mužských týmech nebo pracovaly samostatně. Autorky se zabývaly různými druhy fotografie. Pracovaly také jako fotoeditorky nebo byly vedoucími fotografických oddělení v redakcích novin. Publikovaly v uznávaných polských i zahraničních tiskových titulech, prezentovaly fotografie v albech a na výstavách a pro mnohé z nich byla fotografie životním stylem. Byly to například: Anna Beata Bohdziewiczová, Iwona Burdzanowska, Joanna Helanderová, Marzena Hmielewiczová, Anna Michalak-Pawłowska, Anna Musiałówna, Anna Pietuszko-Wdowińska, Maja Sokołowska nebo Anna Łośová.

## Ceny a ocenění
- 1999 – Zvláštní cena deníku Rzeczpospolita za nejlepší politickou fotografii roku v soutěži Polské novinářské fotografie[7]
- 1990 – Cena nezávislé nadace pro podporu polské kultury „Polcul“ [8]
- 1988 – Cena Sdružení polských novinářů pro nezávislé novináře. Eugeniusz Lokajski